# PalaCasali
Il PalaCasali di Ancona (fino al 2023 chiamato Palaindoor di Ancona) è la più grande struttura stabile per l'atletica al coperto di tutta Italia. Insieme al Palaindoor di Padova è uno dei due complessi in Italia di questo tipo, rarissimi in Europa.
È affiancato, all'esterno, dal campo di atletica leggera "Italico Conti" e da un campo di rugby.

## Storia
La struttura è stata interamente realizzata, a fronte di un investimento complessivo di oltre 10 milioni di Euro, grazie al prezioso contributo del Comune di Ancona che ne detiene a tutti gli effetti la proprietà. Tuttavia la gestione dell'impianto è stata affidata, sulla base di un'apposita convenzione, alla FIDAL Marche fino all'anno 2016. L'inaugurazione è avvenuta nel febbraio 2005. 
Nel 2023 la FIDAL ed il Comune di Ancona hanno presentato un accordo di partnership con l'azienda Casali, che lega la struttura indoor al brand di attrezzistica sportiva. Questa condizione ha comportato il cambiamento del nome dell'impianto da Palaindoor di Ancona, a PalaCasali; si è stabilito che il nome rimarrà tale per 5 anni. Il comune di Ancona ha dichiarato che l'accordo lega anche il campo di atletica Italo Conti e l'area verde circostante.

## Caratteristiche

### Strutturali
L'impianto è a base quadrata con tetto sorretto da grandi archi lamellari in legno che gli conferiscono una forma leggermente toroidale.
- Lunghezza: m. 100
- Larghezza: m. 60
- Altezza: m. 18.83
- Pavimentazione: Mondo Sporflex Super X
- Capienza: 2069 posti a sedere (aumentabili)
- Posti auto atleti: 80
- Posti auto pubblico: 372 (aumentabili)
- Posti autobus: 10

### Tecniche
Curve sollevabili oleodinamicamente (le curve del percorso di atletica sono in grado di alzarsi e rendersi paraboliche).
Maxischermo di 24 metri quadrati.
Sistema permanente di cronometraggio elettronico di ultima generazione e unico in Italia, con trasmissione in tempo reali dei risultati sul terminale dei giudici di gara e sul maxischermo.

### Sportive
- Lunghezza pista ellissoidale: m. 200
- Numero corsie pista ellissoidale: 6
- Lunghezza rettilineo interno: m. 85 (m. 60 + m. 25)
- Numero corsie rettilineo interno: 8
- Fosse di caduta: 2 (salto in lungo e triplo)
- Zone di caduta: 2 (salto in alto e con l'asta)
- Spogliatoi atleti: 4 (per 112 posti)
- Spogliatoi giudici: 2

### Altre dotazioni
Sono presenti una zona riscaldamento, una sala riunioni tecniche da 80 posti, un locale di pronto soccorso e antidoping, una sala speaker, una sala stampa, una sala VIP da 30 posti, un bar e un locale di pronto soccorso per gli spettatori.

Entro il 2020 il Palaindoor sarà ampliato con una nuova palestra e zona riscaldamento di 460 m² ed anche con una palestra di specializzazione per il salto in alto di 600 m² .

## Manifestazioni ospitate
- Meeting Internazionale Memorial Alessio Giovannini (2022, 2023, 2024, 2025)
- Campionati europei master indoor di atletica leggera 2009, 7th European Veterans Athletics Championships Indoor[4]
- Campionati europei master indoor di atletica leggera 2016, 11th European Veterans Athletics Championships Indoor[5]
- Campionati mondiali indoor INAS di atletica leggera 2016, 17th Athletics Indoor Championships INAS
- Campionati italiani assoluti di atletica leggera indoor (2005, 2006, 2007, 2010, 2011, 2012, 2013, 2014, 2016, 2017, 2018, 2019, 2020, 2021, 2022 [6], 2023, 2024, 2025)
- Campionati italiani di prove multiple indoor (2007, 2008, 2009, 2010, 2011, 2012)
- Campionati italiani indoor master (2006, 2007, 2008, 2009, 2010, 2011, 2012, 2013, 2014, 2015, 2016, 2017, 2018, 2019, 2020, 2021, 2022, 2023, 2024, 2025)
- Campionati italiani allievi di atletica leggera indoor (2005, 2006, 2007, 2010, 2011, 2012, 2013, 2014, 2015, 2016, 2017, 2018, 2019, 2020, 2021, 2022, 2023, 2024, 2025)
- Campionati italiani juniores e promesse di atletica leggera indoor (2005, 2006, 2007, 2010, 2011, 2012, 2013, 2014, 2015, 2016, 2017, 2018, 2019, 2020, 2021, 2022, 2023, 2024, 2025)
- Campionati italiani paralimpici di atletica leggera indoor (2009, 2010, 2011, 2012, 2013, 2014, 2015, 2016, 2017, 2018, 2019, 2020, 2021, 2022, 2023, 2024)